# Col Agnel
Col Agnel/Col d'Agnel (franska) eller Colle dell'Agnello (italienska) är ett bergspass i Alperna som förbinder provinsen Cuneo i den italienska regionen Piemonte med departementet Hautes-Alpes i den franska regionen Provence-Alpes-Côte d'Azur. Det är med sina 2 744 m.ö.h. det tredje högsta passet med vägbeläggning i Europa efter franska Col de l'Iseran (2 770 m.ö.h.) och italienska Stelviopasset (2 758 m.ö.h.). Vägen över passet, som förbinder kommunerna Pontechianale i Italien och Molines-en-Queyras i Frankrike, anlades i slutet av 1960-talet genom att bredda en tidigare militärväg - den italienska sidan (väg SP251) asfalterades 1970, den franska (väg D205T) 1973. Passet har använts några gånger i cykelloppen Tour de France och Giro d'Italia. En dryg kilometer sydväst om passet ligger toppen Punta dell'Alp (3 031 m.ö.h.) och cirka två kilometer åt ostnordost ligger Pic d'Asti (3 219 m.ö.h.). Beroende på snöläget i Alperna är passet stängt för trafik från oktober/november till maj/juni.

## Cykel
Från nordväst (Château-Ville-Vieille i Frankrike) stiger vägen upp till passet med 1 364 m på 20,7 km, vilket ger en genomsnittsstigning på 6,6 % och som brantast är stigningen 12,8 % på 100 m.. Från sydost (Casteldelfino i Italien) är höjdskillnaden 1 459 m på 20,7 km, stigningen i genomsnitt 7 % och som brantast är den 16,5 % på 100 m.

### ITour de France
| År   | Etapp | Start - mål                | Längd (km) | Först över krönet | Klättring från |
| ---- | ----- | -------------------------- | ---------- | ----------------- | -------------- |
| 2008 | 15    | Embrun – Prato Nevoso      | 183        | Egoi Martínez     | Frankrike      |
| 2011 | 18    | Pinerolo – Col du Galibier | 200        | Maksim Iglinskij  | Italien        |

### IGiro d'Italia
| År   | Etapp | Start - mål            | Längd (km) | Först över krönet   | Klättring från |
| ---- | ----- | ---------------------- | ---------- | ------------------- | -------------- |
| 1994 | 20    | Cuneo – Les Deux Alpes | 206        | Stefano Zanini      | Italien        |
| 2000 | 19    | Saluzzo – Briançon     | 176        | José Jaime González | Italien        |
| 2007 | 12    | Scalenghe – Briançon   | 163        | Yoann Le Boulanger  | Italien        |
| 2016 | 19    | Pinerolo – Risoul      | 162        | Michele Scarponi    | Italien        |

Åren 2000, 2007 och 2016 var passet Cima Coppi (Girots högsta punkt), men inte 1994 eftersom det högre Stelviopasset då också ingick. Col Agnel skulle även ha ingått 1995, men etappen fick kortas av på grund av att en lavin blockerat vägen. 2020 var passet också inplanerat, men Girot flyttades från maj till oktober på grund av Coronapandemin och rutten lades om så att den inte gick in om Frankrike (på grund av reserestriktionerna).